# Frankfurter Verband
Der Frankfurter Verband für Alten- und Behindertenhilfe e. V. (Kurzform Frankfurter Verband) ist der größte Träger sozialer Einrichtungen in Frankfurt am Main.   
Der Verband wurde 1918 gegründet, zunächst unter dem Namen Frankfurter Verband für Altersfürsorge, als die Versorgung älterer Menschen am Ende des Ersten Weltkriegs zum gesellschaftlichen Problem wurde.  
Parteipolitisch und konfessionell unabhängig, betreibt er mehrere Pflegeheime für Senioren, ein Zentrum für Menschen mit Behinderung, Tagespflegeeinrichtungen, einen ambulanten Pflegedienst sowie einen Betreuungsdienst für Seniorenwohnanlagen, Treffpunkte für ältere Menschen (ab 50 Jahre) und weitere soziale und nachbarschaftliche Angebote im  Stadtgebiet.
Vorsitzende des Aufsichtsrates ist Elke Voitl (Sozialdezernentin der Stadt Frankfurt am Main).